# Salif Berthé
Salif Berthé est un linguiste et professeur malien. Il est l'actuel recteur de l'université des sciences juridiques et politiques de Bamako.

## Biographie
Salif Berthé est un linguiste ayant suivi ses études à l'université d’État Lomonossov de Moscou de 1973 à 1983.
Il a enseigné à l'École normale supérieure (ENSup) de Bamako et a été directeur de publication du journal malien Les Échos.
Le 1er mars 2006, Salif Berthé, précédemment vice-doyen, est élu premier doyen de la faculté des lettres, langues, arts et sciences humaines (Flash) de l'université de Bamako.
Le 5 octobre 2011, il est nommé par le gouvernement, réuni en conseil des ministres, recteur de l'université des sciences juridiques et politiques de Bamako, une des quatre universités bamakoises issus de l'éclatement de l'université de Bamako.
Il est le premier recteur de cette institution. Il se voit devant le problème qu'il ne peut accepter que la moitié des étudiants inscriptibles : 13.000 étudiants admis sur 26.000 inscrivants, raison de corruption. À suite de cela, et peu après le Coup d'État militaire de 2012 au Mali (21 mars 2012), il doit faire face aux étudiants pendant les émeutes du 30 avril - 1er mai à Bamako et il est un des professeurs arrêtés le premier mai 2012 par le junta de Mali. Quelques semaines plus tard il peut reintégrer son poste de recteur et il va activement lutter contre la corruption autour de des inscriptions d'étudiants. 